# Petar Perović
Petar Perović (* 17. August 1929 in Banja Luka; † 26. Oktober 2010 ebenda) war ein jugoslawischer Handballspieler und -trainer.
Perović übte anfangs mehrere Sportarten aus, bevor er sich im Jahre 1954 für Handball entschied. Der Rückraumspieler bestritt in seiner Karriere 130 Partien für RK Borac Banja Luka, in denen er 465 Treffer erzielte. Mit Borac Banja Luka gewann er 1959 und 1960 die jugoslawische Meisterschaft sowie 1957, 1958 und 1961 den jugoslawischen Pokal.
1958 debütierte er in der jugoslawischen Nationalmannschaft, für die er insgesamt 22-mal auflief und 21 Tore warf.
Nach dem Ende seiner aktiven Laufbahn wurde er 1966 zunächst Trainer im Jugendbereich von Borac Banja Luka, bevor er die Herrenmannschaft übernahm und diese bis 1968 leitete.